# Darwinisme universel
 (mars 2025).
La mise en forme du texte ne suit pas les recommandations de Wikipédia : il faut le « wikifier ».
Les points d'amélioration suivants sont les cas les plus fréquents. Le détail des points à revoir est peut-être précisé sur la page de discussion.
- Les titres sont pré-formatés par le logiciel. Ils ne sont ni en capitales, ni en gras.
- Le texte ne doit pas être écrit en capitales (les noms de famille non plus), ni en gras, ni en italique, ni en « petit »…
- Le gras n'est utilisé que pour surligner le titre de l'article dans l'introduction, une seule fois.
- L'italique est rarement utilisé : mots en langue étrangère, titres d'œuvres, noms de bateaux, etc.
- Les citations ne sont pas en italique mais en corps de texte normal. Elles sont entourées par des guillemets français : « et ».
- Les listes à puces sont à éviter, des paragraphes rédigés étant largement préférés. Les tableaux sont à réserver à la présentation de données structurées (résultats, etc.).
- Les appels de note de bas de page (petits chiffres en exposant, introduits par l'outil «  Source ») sont à placer entre la fin de phrase et le point final[comme ça].
- Les liens internes (vers d'autres articles de Wikipédia) sont à choisir avec parcimonie. Créez des liens vers des articles approfondissant le sujet. Les termes génériques sans rapport avec le sujet sont à éviter, ainsi que les répétitions de liens vers un même terme.
- Les liens externes sont à placer uniquement dans une section « Liens externes », à la fin de l'article. Ces liens sont à choisir avec parcimonie suivant les règles définies. Si un lien sert de source à l'article, son insertion dans le texte est à faire par les notes de bas de page.
- La présentation des références doit suivre les conventions bibliographiques. Il est recommandé d'utiliser les modèles {{Ouvrage}}, {{Chapitre}}, {{Article}}, {{Lien web}} et/ou {{Bibliographie}}. Le mode d'édition visuel peut mettre en forme automatiquement les références.
- Insérer une infobox (cadre d'informations à droite) n'est pas obligatoire pour parachever la mise en page.

Pour une aide détaillée, merci de consulter Aide:Wikification.
Si vous pensez que ces points ont été résolus, vous pouvez retirer ce bandeau et améliorer la mise en forme d'un autre article.
Le darwinisme universel, également connu sous le nom de darwinisme généralisé, théorie de la sélection universelle ou encore métaphysique darwinienne
,
,

, est un ensemble d’approches qui étendent la théorie du darwinisme au-delà de son domaine d’origine de l’évolution biologique sur Terre. Le darwinisme universel vise à formuler une version généralisée des mécanismes de variation, de sélection et d’hérédité proposés par Charles Darwin, afin qu’ils puissent s’appliquer pour expliquer l’évolution dans une grande variété d’autres domaines, notamment  la physique, la chimie, la biologie, les sciences cognitives, la psychologie, les sciences des systèmes, l’économie, la culture.
Le darwinisme universel ne doit pas être confondu avec la Big History dont il est très  proche. Tous deux cherchent à comprendre l’évolution de l’univers, mais sous des aspects différents, avec des objectifs distincts. La Big History a une approche descriptive qui cherche à montrer comment les événements s’enchaînent, et à identifier des structures communes; alors que le darwinisme universel à une approche explicative qui cherche à unifier toutes les transformations sous le seul principe de l'évolution par la sélection.

## Mécanismes de base
Au niveau le plus fondamental, la théorie de l'évolution de Charles Darwin stipule que les organismes évoluent et s'adaptent à leur environnement par un processus itératif. Ce processus peut être conçu comme un algorithme évolutionniste qui explore l'espace des formes possibles (le paysage adaptatif) à la recherche de celles qui sont les mieux adaptées. Il repose sur trois composantes :
- la Variation d'une forme ou d'un modèle donné. Cette variation est généralement (mais pas nécessairement) considérée comme aveugle ou aléatoire et se produit typiquement par mutation ou recombinaison ;
- la Sélection des variants les plus aptes, c'est-à-dire ceux qui sont les mieux adaptés pour survivre et se reproduire dans leur environnement donné. Les variants inadaptés sont éliminés ;
- l'Hérédité ou rétention, signifiant que les caractéristiques des variants adaptés sont conservés et transmis, par exemple à leur descendance.

Une fois ces variants adaptés retenus, ils peuvent à nouveau subir des variations, directement ou à travers leur descendance, initiant ainsi un nouveau cycle d'itération. Ce mécanisme global est similaire aux procédures de résolution de problèmes par essais et erreurs ou de recherche par force brute : l'évolution peut être vue comme une recherche de la meilleure solution au problème de la survie et de la reproduction en générant de nouveaux essais, en testant leur performance, en éliminant les échecs et en conservant les réussites.
La généralisation opérée dans le darwinisme "universel" consiste à remplacer la notion "d'organisme" par n'importe quel modèle, phénomène ou système reconnaissable. La première exigence est que ce modèle puisse "survivre" (se maintenir, être conservé) suffisamment longtemps ou "se reproduire" (se répliquer, être copié) assez fréquemment pour ne pas disparaître immédiatement. C'est la composante d'hérédité : l'information contenue dans le modèle doit être conservée ou transmise. La deuxième exigence est que, lors de la survie et de la reproduction, une variation (de petites modifications du modèle) puisse survenir. Enfin, la dernière exigence est qu'il existe une "préférence" sélective, de sorte que certaines variantes aient tendance à "mieux" survivre ou se reproduire que d'autres. Si ces conditions sont réunies, alors, par la logique de la sélection naturelle, le modèle évoluera vers des formes mieux adaptées.
Parmi les modèles qui ont été considérés comme étant soumis à la variation et à la sélection, et donc à l'adaptation, on trouve notamment : les gènes, les idées (les mèmes), les théories, les technologies, les neurones et leurs connexions, les mots, les programmes informatiques, les entreprises, les anticorps, les institutions, les lois et systèmes judiciaires, les états quantiques et même des univers entiers
.

## Histoire et développement
D’un point de vue conceptuel, les réflexions évolutives sur les phénomènes culturels, sociaux et économiques précédaient Darwin

, mais il leur manquaient encore le concept de sélection naturelle. Darwin lui-même, ainsi que des penseurs du XIXe siècle comme Herbert Spencer, Thorstein Veblen, James Mark Baldwin et William James, ont rapidement appliqué l’idée de sélection à d’autres domaines, tels que le langage, la psychologie, la société et la culture.
Cependant, cette tradition évolutionniste a été largement rejetée par les sciences sociales au début du XXe siècle, en partie à cause de la mauvaise réputation du darwinisme social, qui cherchait à justifier les inégalités sociales en s’appuyant sur le darwinisme[réf. nécessaire].
À partir des années 1950, Donald T. Campbell fut l’un des premiers et des plus influents auteurs à raviver cette tradition et à formuler un algorithme darwinien généralisé applicable directement à des phénomènes extérieurs à la biologie
.
Il s’inspira notamment de la vision de William Ross Ashby sur l’auto-organisation et l’intelligence comme processus fondamentaux de sélection
.
Son objectif était d’expliquer le développement de la science et des autres formes de connaissance en se concentrant sur la variation et la sélection des idées et des théories, posant ainsi les bases de l’épistémologie évolutionniste. Dans les années 1990, sa formulation du mécanisme BVSR « Blind-Variation-and-Selective-Retention/variation aveugle et rétention sélective » fut développée et étendue à d’autres domaines sous les appellations de « théorie de la sélection universelle »

ou « sélectionnisme universel » par ses disciples Gary Cziko (en),
,
,
Mark Bickhard

et Francis Heylighen
,
.
Richard Dawkins aurait été le premier à employer le terme « darwinisme universel » en 1983 pour décrire son hypothèse selon laquelle toute forme de vie existant en dehors du système solaire évoluerait par sélection naturelle, comme sur Terre.
Cette idée fut également développée la même année dans un article intitulé "The Darwinian Dynamic", qui traitait de l’évolution de l’ordre dans les systèmes vivants ainsi que dans certains systèmes physiques non vivants
.
Il y était suggéré que la « Vie », où qu’elle puisse exister dans l’univers, évoluerait selon une même loi dynamique, appelée la dynamique darwinienne. Henry Plotkin (en), dans son livre de 1997 sur les machines darwiniennes (en), établit un lien entre le darwinisme universel et l’épistémologie évolutionniste de Campbell. Susan Blackmore, dans The Meme Machine (en) (1999), consacre un chapitre intitulé "darwinisme universel" à l’application des processus darwiniens à un large éventail de sujets scientifiques.
Le philosophe de l’esprit Daniel Dennett, dans son livre Darwin's Dangerous Idea (1995), a développé l’idée d’un processus darwinien impliquant variation, sélection et rétention comme un algorithme générique neutre vis-à-vis du substrat, et pouvant s’appliquer à de nombreux domaines extérieurs à la biologie. Il a décrit le concept de sélection naturelle comme un « acide universel » qui ne peut être contenu dans aucun récipient, car il s’infiltre partout, se propage et transforme un nombre croissant de domaines. Il a notamment souligné son influence dans le domaine de la mémétique en sciences sociales ,,.
Conformément à la prédiction de D.Dennett, la perspective darwinienne s’est considérablement étendue ces dernières décennies, en particulier dans les sciences sociales, où elle a servi de fondement à de nombreuses disciplines, notamment la mémétique, l’économie évolutionniste, la psychologie évolutionniste, l’anthropologie évolutionniste, le Darwinisme neuronal (en) et la linguistique évolutionniste
.
Des chercheurs ont également appliqué des processus darwiniens aux fondements de la physique, de la cosmologie et de la chimie à travers les théories du darwinisme quantique
,
de l'effets de sélection par l’observation et de la sélection naturelle cosmologique
,
.
Des mécanismes similaires sont largement utilisés en informatique dans les domaines des algorithmes génétiques et du Calcul évolutionnaire (en), qui résolvent des problèmes complexes par un processus de variation et de sélection.
L’auteur D. B. Kelley a proposé l’une des approches les plus globales du darwinisme universel. Dans son livre The Origin of Phenomena (2013), il soutient que la sélection naturelle ne repose pas sur la préservation des races favorisées dans la lutte pour la vie, comme l’avait montré Darwin, mais sur la préservation des systèmes les plus adaptés à l’existence. Selon lui, le mécanisme fondamental derrière toute stabilité et évolution repose sur ce qu’il appelle la « survie des systèmes les plus aptes ». Puisque tous les systèmes sont cycliques, les processus darwiniens d’itération, de variation et de sélection s’appliquent non seulement aux espèces, mais aussi à tous les phénomènes naturels, à grande comme à petite échelle. Ainsi, Kelley affirme que, depuis le Big Bang, l’univers a évolué d’un état extrêmement chaotique vers un état hautement ordonné, où de nombreux phénomènes stables ont été naturellement sélectionnés.

## Exemples de théories du darwinisme universel
Les approches suivantes illustrent toutes, une généralisation possible des idées darwiniennes en dehors de leur domaine d'origine qu'est la sélection des espèces. Ces "extensions darwiniennes" peuvent s'appliquer aussi bien en amont au différents domaines de la biologie, de la chimie ou même de la physique; qu'en aval à la psychologie, aux sciences sociales, ou à tout autre domaine lié à la culture au sens large. Ce découpage est cependant subjectif, il n'existe pas de séparation stricte entre ces domaines, puisque ces différents niveau d'organisation ne sont pas indépendants, ils sont en interaction les uns avec les autres et s'influencent mutuellement (ex: coévolutions gène-culture ou théorie de la double hérédité). Si l'application des grands principes du darwinisme aux sciences sociales, à la culture ou à la biologie est maintenant une idée largement rependue, il n'en est pas de même pour les aspects plus fondamentaux de la physique jusqu'au constituants les plus fondamentaux de la matière dès les premiers temps de l'univers.

### Physique et chimie
- Big History : récit scientifique intégrant l’histoire de l’univers, de la Terre, de la vie et de l’humanité. Certains chercheurs considèrent le darwinisme universel comme un thème unificateur possible pour cette discipline [25].
- Darwinisme quantique : considère l’émergence des états classiques en physique comme une sélection naturelle des propriétés quantiques les plus stables.
- Sélection naturelle cosmologique : hypothèse selon laquelle les univers se reproduisent et sont sélectionnés en fonction de leurs constantes fondamentales maximisant leur "adaptabilité".
- Évolution minérale : hypothèse selon laquelle la minéralogie des planètes devient de plus en plus complexe à la suite de changements dans l'environnement physique, chimique et biologique.

### Biologie
- Hypothèse du monde à ARN: hypothèse selon laquelle l'ARN serait le précurseur de toutes les macromolécules biologiques (ADN et protéines).
- Évolution moléculaire : étudie l'évolution au niveau de l’ADN, de l’ARN et des protéines.
- Théorie de la sélection clonale : considère la création d’anticorps adaptés dans le système immunitaire comme un processus de variation et de sélection.
- Darwinisme neuronal (en): propose que les neurones et leurs synapses sont sélectionnés et élagués au cours du développement du cerveau.
- Médecine évolutionniste : étudie l'origine des maladies en analysant l’évolution du corps humain et de ses parasites.

### Sciences cognitives
- Linguistique évolutionniste (en) : étudie l’évolution du langage à la fois sur les plans biologique et culturel[26].
- Musicologie évolutionniste (en): applique l’esthétique évolutionniste à la musique.

### Évolution
- Darwinisme : théorie qui explique « l'évolution biologique des espèces par la sélection naturelle.
- Sélection multi-niveaux, application de la sélection naturelle à différentes échelles (génétique, groupe, etc.)
- Évolution de l'évolutivité : capacité d'un organisme à évoluer en réponse à la sélection naturelle, capacité à générer de la variabilité.

### Psychologie
- Psychologie évolutionniste : considère que nos émotions, préférences et mécanismes cognitifs sont le produit de la sélection naturelle.
  - Psychologie évolutive de l'éducation (en): applique la psychologie évolutionniste au domaine de l'éducation.
  - Psychologie évolutive du développement (en): applique la psychologie évolutionniste au développement cognitif.
  - Bonheur darwinien (en): utilise la psychologie évolutionniste pour comprendre les conditions optimales du bien-être humain.
  - Esthétique évolutionniste (en): explique à travers la psychologie évolutionniste notre perception de la beauté, notamment en ce qui concerne les paysages et les corps humains.
- Criminologie biosociale (en): analyse la criminalité en combinant différentes approches, incluant la génétique et la psychologie évolutionniste.
- Éthique évolutionniste (en): explore l’origine de la moralité et utilise les fondements darwiniens pour formuler des valeurs éthiques.

### Sociologie
- Anthropologie évolutionniste (en): étudie l’évolution des êtres humains.
- Écologie comportementale humaine (en): explore comment le comportement humain s'est adapté à son environnement par variation et sélection.
- Sociobiologie : propose que les systèmes sociaux chez les animaux et les humains sont le produit de l’évolution biologique darwinienne.
- Mémétique : théorie de la variation, de la transmission et de la sélection des éléments culturels, tels que les idées, les modes et les traditions.
- Théorie de la double transmission (en): cadre de l’évolution culturelle développé en grande partie indépendamment de la mémétique.
- Théorie de la sélection culturelle (en): théorie de l’évolution culturelle liée à la mémétique.

### Science des systèmes
- Systèmes complexes adaptatifs : modélisent la dynamique des systèmes complexes en partie sur la base de la variation et de la sélection de leurs composants.
- Vie artificielle : utilise des algorithmes darwiniens pour faire évoluer des agents informatiques ressemblant à des organismes dans une simulation logicielle.
- Algorithmes génétiques : sous-ensemble du calcul évolutionnaire, modélisant la variation par des opérateurs "génétiques" (mutation et recombinaison).
- Calcul évolutionnaire (en): approche darwinienne de génération des programmes informatiques adaptés.
- Robotique évolutionnaire (en): applique les algorithmes darwiniens à la conception de robots autonomes.

### Autres sciences
- Épistémologie évolutionniste : suppose que les théories scientifiques se développent par variation et sélection.
- Archéologie évolutionniste (en): approche darwinienne de l’évolution culturelle des outils.
- Économie évolutionniste : étudie la variation et la sélection des phénomènes économiques, tels que les biens, les technologies, les institutions et les organisations [27],[28].

### Arts
- Art évolutionnaire : utilise la variation et la sélection pour produire des œuvres d’art.
- Musique évolutionnaire (en): applique le même principe à la création musicale.
- Études littéraires darwiniennes (en): cherchent à comprendre les personnages et intrigues narratives à travers la psychologie évolutionniste.